# Ancient Dreams in a Modern Land (album)
Ancient Dreams in a Modern Land è il quinto album in studio della cantautrice britannica Marina, pubblicato l'11 giugno 2021.

## Antefatti
Dopo la pubblicazione dell'album Love + Fear nel 2019, Diamandis ha avviato un tour multi-tappa e pubblicato, nel frattempo, anche l'EP Love + Fear (Acoustic). Successivamente ha iniziato a lavorare al quinto album in studio, confermato da un post su Instagram da lei pubblicato nel gennaio 2020. L'annuncio è stato seguito dalla pubblicazione, avvenuta il mese seguente, del singolo About Love, parte della colonna sonora del film statunitense To All the Boys: P.S. I Still Love You.

## Promozione
Il 14 aprile 2021, Marina ha confermato che l'album si sarebbe intitolato Ancient Dreams in a Modern Land, rivelandone anche la tracklist completa. A partire dalla stessa data è stato disponibile al preordine, in attesa della pubblicazione prevista per l'11 giugno dello stesso anno. L'album è stato pubblicato, oltre che in download digitale e in streaming, anche in edizione fisica su CD e su un set di tre audiocassette collezionabili.
La cantante ha anche pubblicato, con due settimane di anticipo rispetto all'uscita prevista del disco, un'anteprima del brano New America, condividendo una parte della canzone sui propri profili social.

## Tracce
Testi di Marina Diamandis, musiche di James Flannigan, eccetto dove indicato.
1. Ancient Dreams in a Modern Land – 3:26 (musica: James Flannigan, Marina Diamandis)
2. Venus Fly Trap – 2:38 (musica: James Flannigan, Marina Diamandis)
3. Man's World – 3:27 (musica: Jennifer Decilveo, Marina Diamandis)
4. Purge the Poison – 3:16 (musica: Jennifer Decilveo)
5. Highly Emotional People – 3:34
6. New America – 3:52 (musica: James Flannigan, Marina Diamandis)
7. Pandora's Box – 3:32 (musica: James Flannigan, Marina Diamandis)
8. I Love You but I Love Me More – 3:43 (musica: Jennifer Decilveo)
9. Flowers – 3:54
10. Goodbye – 4:42

Tracce bonus nell'edizione deluxe
1. Happy Loner – 3:13
2. Pink Convertible – 3:41
3. Free Woman – 3:39
4. Venus Fly Trap (Demo Version) – 2:36
5. Ancient Dreams in a Modern Land (Demo Version) – 3:24

## Classifiche
| Classifica (2021) | Posizione massima |
| ----------------- | ----------------- |
| Australia         | 38                |
| Austria           | 29                |
| Belgio (Fiandre)  | 74                |
| Belgio (Vallonia) | 97                |
| Finlandia         | 32                |
| Germania          | 43                |
| Irlanda           | 26                |
| Lituania          | 51                |
| Nuova Zelanda     | 40                |
| Spagna            | 54                |
| Regno Unito       | 17                |
| Stati Uniti       | 94                |
| Svizzera          | 21                |